# 평창 월정사 팔각구층석탑
평창 월정사 팔각구층석탑(平昌 月精寺 八角九層石塔)은 강원특별자치도 평창군 월정사에 있는, 고려시대의 석탑이다. 1962년 12월 20일 대한민국의 국보 제48호로 지정되었다가, 2017년 1월 19일 제48-1호로 문화재 지정번호가 변경되었다.
고려 중기 다층석탑의 대표적인 예로 전체 높이는 15.15m이다 하성기단의 갑석에는 연화문이 새겨지고 옥개석(屋蓋石)에는 층급 받침 대신 백제식 석탑에서 볼 수 있는 각(角)과 원(圓)의 2단받침을 쓴 것이 특이하다. 탑의 남쪽 면 앞에는 북쪽을 향해 앉은 보살석상이 있는데, 이러한 유례는 강릉 신복사지 삼층석탑에서도 볼 수 있다)

## 개요
자장율사가 창건한 월정사 안에 있는 탑으로, 그 앞에는 공양하는 모습의 석조보살좌상이 마주보며 앉아 있다.
탑은 8각 모양의 2단 기단(基壇) 위에 9층 탑신(塔身)을 올린 뒤, 머리장식을 얹어 마무리한 모습이다. 아래층 기단에는 안상(眼象)을 새겨 놓았고, 아래·위층 기단 윗부분에는 받침돌을 마련하여 윗돌을 괴어주도록 하였다. 탑신부는 일반적인 석탑이 위층으로 올라 갈수록 급격히 줄어드는 모습과 달리 2층 탑신부터 거의 같은 높이를 유지하고 있으며, 1층 탑신의 4면에 작은 규모의 감실(龕室:불상을 모셔두는 방)을 마련해 두었다. 지붕돌은 밑면에 계단 모양의 받침을 두지 않고 간략하게 마무리하였고, 가볍게 들려있는 여덟 곳의 귀퉁이마다 풍경을 달아 놓았다. 지붕돌 위로는 머리장식이 완벽하게 남아 있는데, 아랫부분은 돌로, 윗부분은 금동으로 만들어서 화려한 아름다움을 더해주고 있다.
고려시대가 되면 4각형 평면에서 벗어난 다각형의 다층(多層)석탑이 우리나라 북쪽지방에서 주로 유행하게 되는데, 이 탑도 그러한 흐름 속에서 만들어진 것으로, 고려 전기 석탑을 대표하는 작품이다. 당시 불교문화 특유의 화려하고 귀족적인 면모를 잘 보여주고 있으며, 전체적인 비례와 조각수법이 착실하여 다각다층석탑을 대표할 만하다. 또한 청동으로 만들어진 풍경과 금동으로 만들어진 머리장식을 통해 금속공예의 수법을 살필 수 있어 중요한 자료가 되고 있다.

## 문화재번호 변경 사유
평창 월정사 석조보살좌상의 국보 추가 지정에 따른 부번 지정

## 사진

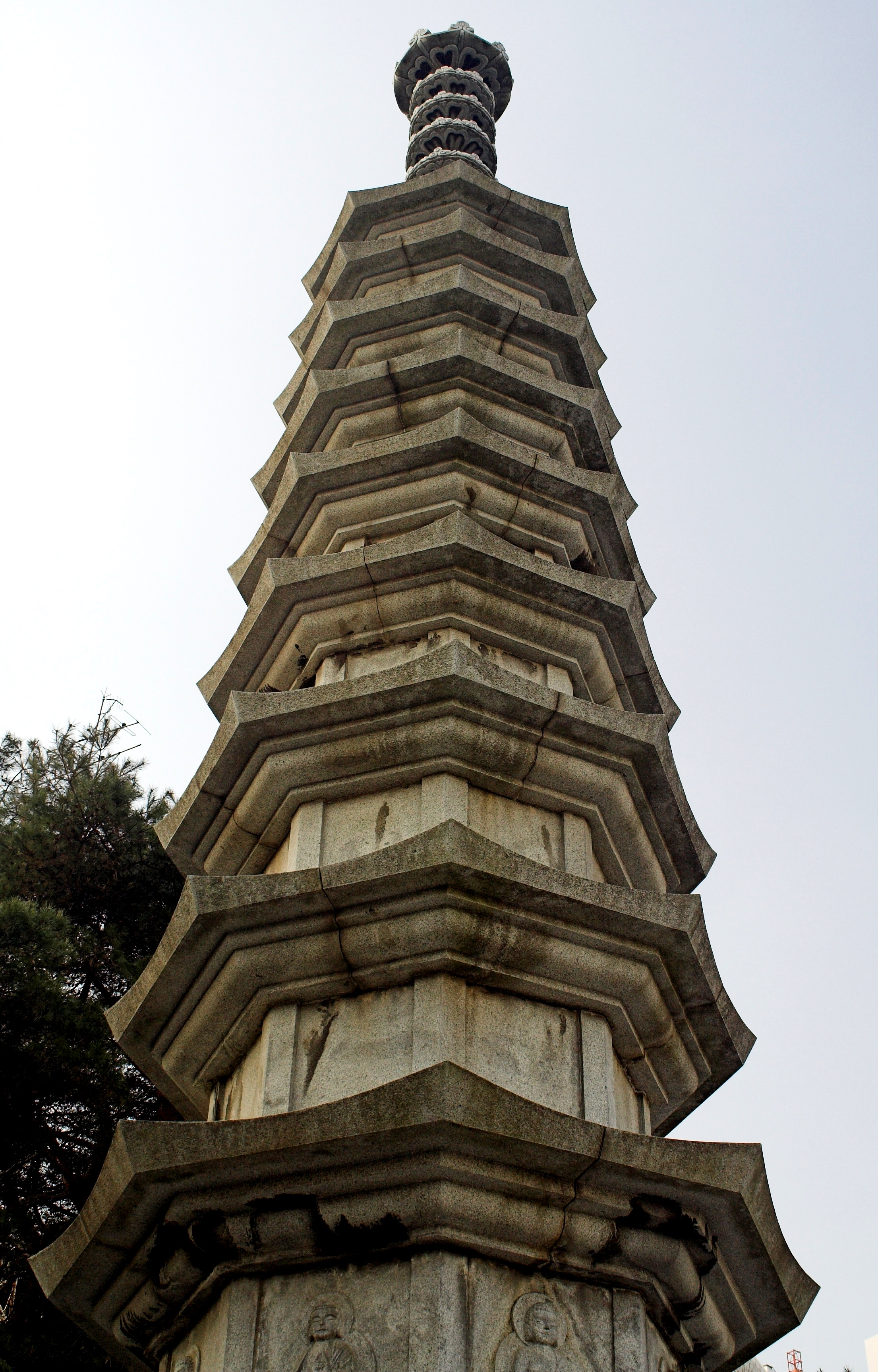
아래에서 본 팔각 구층석탑

## 같이 보기
- 월정사
- 월정사 팔각구층석탑 사리장엄구 (보물 제1375호)
- 평창 월정사 석조보살좌상 (보물 제48-2호)

## 참고 자료
- 평창 월정사 팔각구층석탑 - 국가유산청 국가유산포털